# Shenzhen Open (ATP) 2016 - Qualificazioni singolare
Le qualificazioni del singolare  dello Shenzhen Open 2016 sono state un torneo di tennis preliminare per accedere alla fase finale della manifestazione. I vincitori dell'ultimo turno sono entrati di diritto nel tabellone principale. In caso di ritiro di uno o più giocatori aventi diritto a questi sono subentrati i lucky loser, ossia i giocatori che hanno perso nell'ultimo turno ma che avevano una classifica più alta rispetto agli altri partecipanti che avevano comunque perso nel turno finale.

## Teste di serie
1. Ryan Harrison (qualificato)
2. Thomas Fabbiano (ultimo turno, Lucky loser)
3. Miša Zverev (qualificato)
4. Jozef Kovalík (ultimo turno)

1. Tatsuma Itō (primo turno, ritirato)
2. Henri Laaksonen (ultimo turno)
3. Marco Trungelliti (primo turno)
4. Luca Vanni (qualificato)

## Qualificati
1. Ryan Harrison
2. Andrew Whittington

1. Miša Zverev
2. Luca Vanni

### Lucky loser
1. Thomas Fabbiano

## Tabellone

### Legenda
| - Q = Qualificato - WC = Wild card - LL = Lucky loser | - ALT = Alternate - SE = Special Exempt - PR = Protected Ranking | - w/o = Walkover - r = Ritirato - d = Squalificato |

### Sezione 1
|  | Primo turno | Primo turno         | Primo turno         | Primo turno | Primo turno |  |  | Ultimo turno | Ultimo turno    | Ultimo turno | Ultimo turno | Ultimo turno |  |
|  |             |                     |                     |             |             |  |  |              |                 |              |              |              |  |
|  | 1           | Ryan Harrison       | Ryan Harrison       | 6           | 6           |  |  |              |                 |              |              |              |  |
|  |             | Christopher Rungkat | Christopher Rungkat | 3           | 4           |  |  | 1            | Ryan Harrison   | 4            | 6            | 6            |  |
|  |             | James Duckworth     | James Duckworth     | 7           | 6           |  |  |              | James Duckworth | 6            | 4            | 1            |  |
|  | 7           | Marco Trungelliti   | Marco Trungelliti   | 5           | 3           |  |  |              |                 |              |              |              |  |

### Sezione 2
|  | Primo turno | Primo turno        | Primo turno     | Primo turno | Primo turno |  |  | Ultimo turno | Ultimo turno       | Ultimo turno       | Ultimo turno | Ultimo turno |  |
|  |             |                    |                 |             |             |  |  |              |                    |                    |              |              |  |
|  | 2           | Thomas Fabbiano    | Thomas Fabbiano | 6           | 6           |  |  |              |                    |                    |              |              |  |
|  |             | Matthew Ebden      | Matthew Ebden   | 4           | 1           |  |  | 2            | Thomas Fabbiano    | Thomas Fabbiano    | 67           | 3            |  |
|  |             | Andrew Whittington | 3               | 7           | 2           |  |  |              | Andrew Whittington | Andrew Whittington | 7            | 6            |  |
|  | 5           | Tatsuma Itō        | 6               | 65          | 0r          |  |  |              |                    |                    |              |              |  |

### Sezione 3
|  | Primo turno | Primo turno     | Primo turno     | Primo turno | Primo turno |  |  | Ultimo turno | Ultimo turno    | Ultimo turno    | Ultimo turno | Ultimo turno |  |
|  |             |                 |                 |             |             |  |  |              |                 |                 |              |              |  |
|  | 3           | Miša Zverev     | Miša Zverev     | 6           | 6           |  |  |              |                 |                 |              |              |  |
|  | WC          | Zhu Zhicheng    | Zhu Zhicheng    | 1           | 1           |  |  | 3            | Miša Zverev     | Miša Zverev     | 6            | 6            |  |
|  |             | Te Rigele       | Te Rigele       | 5           | 4           |  |  | 6            | Henri Laaksonen | Henri Laaksonen | 2            | 4            |  |
|  | 6           | Henri Laaksonen | Henri Laaksonen | 7           | 6           |  |  |              |                 |                 |              |              |  |

### Sezione 4
|  | Primo turno | Primo turno       | Primo turno       | Primo turno | Primo turno |  |  | Ultimo turno | Ultimo turno  | Ultimo turno | Ultimo turno | Ultimo turno |  |
|  |             |                   |                   |             |             |  |  |              |               |              |              |              |  |
|  | 4           | Jozef Kovalík     | Jozef Kovalík     | 7           | 6           |  |  |              |               |              |              |              |  |
|  |             | Zhang Zhizhen     | Zhang Zhizhen     | 67          | 4           |  |  | 4            | Jozef Kovalík | 6            | 5            | 2            |  |
|  | WC          | Mikolaj Borkowski | Mikolaj Borkowski | 1           | 1           |  |  | 8            | Luca Vanni    | 4            | 7            | 6            |  |
|  | 8           | Luca Vanni        | Luca Vanni        | 6           | 6           |  |  |              |               |              |              |              |  |